# Mortal Kombat 1
A Mortal Kombat 1 egy 2023-as verekedős játék, amelyet a NetherRealm Studios fejlesztett és a Warner Bros. Games adott ki PlayStation 5, Xbox Series X/S és Nintendo Switch konzolokra, valamint Windowsra. Ez a Mortal Kombat sorozat tizenkettedik főrésze, és a 2011-es Mortal Kombat után a második reboot.

## Játékmenet
A Mortal Kombat 1 tartalmaz egy történetmódot, online többjátékos módot, valamint offline játéklehetőséget, továbbá cross-play és cross-progression funkciókat, amelyek először jelennek meg a sorozatban. A játék egy új mechanikát is bevezet, a Kameo Fighters nevű segítő karaktereket, akik harc közben nyújtanak támogatást a játékosnak, hasonlóan a Towers of Time mód tag assist harcosaihoz a Mortal Kombat 11-ben. Ezek a karakterek különállnak a fő játszható szereplőktől, és minden mérkőzés előtt külön választhatók ki. A Fatal Blows, amelyeket először a Mortal Kombat 11 vezetett be, visszatértek. Ahogy korábban, most is akkor aktiválhatók, ha a játékos életereje 30% alá csökken, azonban ezúttal a játékos és a Kameo Fighter együtt hajtják végre a támadást. Ezenkívül a Fatal Blow legjelentősebb támadásait vizuális effektekkel emelik ki, hasonlóan a Mortal Kombat X X-Ray mozdulataihoz.. Visszatér a levegőbeli kombórendszer is, amelyet a Mortal Kombat: Armageddon és a Mortal Kombat: Shaolin Monks mutatott be. A játék egyjátékos módja visszahozza a történetvezérelt Story Mode-ot és a hagyományos Towers módot a korábbi játékokból, miközben bemutatja az új szezonális Invasions módot is. Ez egy online mód, amely a harci mechanikákat társasjáték és szerepjáték elemekkel kombinálja. A játékosok feladata, hogy körbejárják a táblát, miközben különböző kihívásokat teljesítenek minden egyes mezőn, ahova lépnek. A kihívások teljesítéséért olyan jutalmakat szerezhetnek, mint például skinek, in-game valuta vagy koncepciórajzok. Minden Invasion szezon körülbelül hat hétig tart, és saját táblával és témával rendelkezik. A többjátékos módok között szerepel a Local mód, amely lehetővé teszi, hogy ugyanazon a konzolon játsszanak egy mérkőzést, az Online mód, amely lehetővé teszi a játékosok számára, hogy a világ minden tájáról ellenfelekkel mérkőzzenek, valamint a Tournament mód, amely lehetőséget biztosít egy verseny rendezésére egységes szabályrendszerrel a mérkőzésekhez. 

## Cselekmény
|  | Alább a cselekmény részletei következnek! |

Miután legyőzték Kronikát és Shang Tsungot, Fire God Liu Kang Kronika Homokóráját használva újraalkotja a világegyetemet, mielőtt átadná annak irányítását Geras-nak, hogy ő legyen a Föld birodalmának védelmezője. Idővel kényes szövetséget alakít ki Outworlddel a Mortal Kombat tornák folytatása érdekében. A jelenben Shang Tsung, aki most már egy erőtlen Outworldi, küzd a megélhetésért, miközben gyógyszereket árul, amíg egyszer csak megjelenik egy rejtélyes egyén, Damashi, aki odamegy hozzá, és elmondja neki, hogy van lehetősége varázslóvá válni, és hogy rejtett erők dolgoznak ellene. Közben Liu Kang Kung Lao-t és Raiden-t, egy anyagi gondokkal küzdő hollywoodi színészt, Johnny Cage-t, valamint egykori yakuza gengsztert, Kenshi Takahashi-t toborozza, hogy részt vegyenek az új tornán. Végül Raiden lesz a Föld Birodalmának bajnoka, és ő nyeri meg a versenyt. Miután Geras elmondja Liu Kangnek, hogy Shang Tsung visszanyerte képességeit, és Outworld császárnőjének, Sindel-nek tanácsadója lett, Liu Kang Kenshit, Kung Laot és Johnny Cage-t bízza meg azzal, hogy vizsgálják ki Shang Tsung tevékenységét. A csapat Outworld pusztaságába utazik, ahol Tarkatanokkal találkoznak, akik a Tarkat vírus kitörése miatt szenvednek, és tanúi lesznek, ahogy Shang Tsung csontvelőt vesz le a Tarkatanok vezetőjétől, Barakától. Baraka segítségével a csapat megtalálja a laboratóriumot, és megakadályozzák, hogy Shang Tsung megfertőzze Outworld koronahercegnőjét, Mileenát a Tarkat vírussal. Azonban Mileena megtámadja őket, és Kenshit megvakítja, mielőtt Shang Tsung egy szert fecskendezne belé, hogy kontrollálja a Tarkat tüneteit. Mileena nővére, Kitana hercegnő és Shao tábornok érkeznek, hogy elfogják az Earthrealm-i harcosokat. Shang Tsung félrevezeti őket, majd találkozik szövetségesével, a varázslóval, Quan Chi-val. Az Earthrealm-i harcosokat és Barakát a Flesh Pits-be viszik, de Reptile, egy alakváltó számkivetett segítségével megszöknek. Ekkor találkoznak Ashrah-val, egy Netherrealm-i démonnővel, aki megváltást keres, és elmondja nekik, hogy Quan Chi olyan eszközöket készít, amelyek képesek tömegesen ellopni a lelkeket. Bár Quan Chi több lelket használ fel Ermac megalkotásához, a csapat legyőzi őket, és megsemmisíti az egyik léleklopót, mielőtt mindenki, kivéve Baraka, visszatér Earthrealm-be, hogy figyelmeztessék Liu Kang-et. Liu Kang utasítja a Lin Kuei harcosokat, Sub-Zerót, Scorpiont és Smoke-ot, hogy semmisítsék meg a léleklopókat és fogják el Shang Tsung-ot. Azonban Shang Tsung átállítja Sub-Zerót a saját oldalára azzal, hogy hozzáférést ígér neki az élőhalott Dragon Army-hoz. Miközben Scorpion és Smoke elmenekülnek, Geras további nyomozás után értesíti Liu Kang-t, hogy "Damashi" egy párhuzamos idővonalról származik. Li Mei segítségével Liu Kang visszatér Outworld-be, hogy bizonyítékot szolgáltasson Sindel-nek és lányainak a varázslók árulásáról, és felfedje Shang Tsung befolyását az aktuális idővonalra. Shao megpróbálja rajtaütéssel meglepni a csapatot, de vereséget szenved és elfogják. Az Earthrealm-i harcosok és az Outworld-iek összefognak, hogy megsemmisítsék a megmaradt léleklopókat, de Ermac meglepi őket. Mileena legyőzi őt, lehetővé téve, hogy apja, Jerrod császár lelke megnyilvánuljon, és irányítsa Ermac testét. Amikor szembeszállnak a varázslókkal, csatlakozik hozzájuk "Damashi", aki kiderül, hogy az előző idővonal Shang Tsung-ja. Elmondja, hogy miközben Liu Kang-gel harcoltak a Homokóráért, megrepesztették az időt, így egy külön idővonalat hoztak létre, ahol ő legyőzte Kronikát és Liu Kang-t, és Titánná vált. Azt tervezi, hogy elnyeli Liu Kang idővonalát, ezért elárulja a varázslókat, és harcosokat idéz a saját idővonaláról. Liu Kang csapata alig tudja elűzni őket, de Sindel súlyosan megsebesül, és mielőtt meghalna, Mileena-t nevezi ki utódjának, miközben lelke elnyelődik Jerrod által. A fenyegetés kezelésére ideiglenes szövetséget kötve, Shang Tsung feltételezi, hogy léteznek más idővonalak is, amelyeket az ő párja nem ismer. Geras hozzátette, hogy elraktározta Liu Kang Titán erejét arra az esetre, ha szükség lenne rá. Miközben a többiek elindulnak, hogy elpusztítsák a Dragon Army-t, Liu Kang visszanyeri Titán erejét, és újra találkozik a korábbi idővonalról származó barátaival, hogy csapatot toborozzon a közelgő csatához. Ezt előre látva, Titán Shang Tsung egy hadsereget idéz elő gonosz párjaikból. Egy kemény csatát követően Liu Kang csapata győzedelmeskedik, így lehetősége nyílik eltüntetni Titán Shang Tsung-t és annak idővonalát az létezésből. Miután visszajuttatta a toborzott harcosokat a saját idővonalukba, Liu Kang visszatér a saját idővonalára, hogy vacsora közben gratuláljon bajnokainak, majd elindul, hogy segítsen Scorpion-nak és Smoke-nak megalapítani a Shirai Ryu klánt, és felkészítse Earthrealm-et a jövőbeli konfliktusokra.
|  | Itt a vége a cselekmény részletezésének! |

## Fejlesztés
Miután megszüntették a támogatást a Mortal Kombat 11 számára, a NetherRealm Studios 2021 júliusában bejelentette, hogy új projekten dolgozik. Johnny Cage hangja, Andrew Bowen egy gyorsan törölt tweetben jelezte, hogy a 12. rész fejlesztés alatt áll. 2023 februárjában a Warner Bros. Discovery vezérigazgatója, David Zaslav a 2022-es negyedik negyedéves eredményhívás során bejelentette, hogy a sorozat 12. része még abban az évben megjelenik.

## Letölthető tartalmak a játékhoz

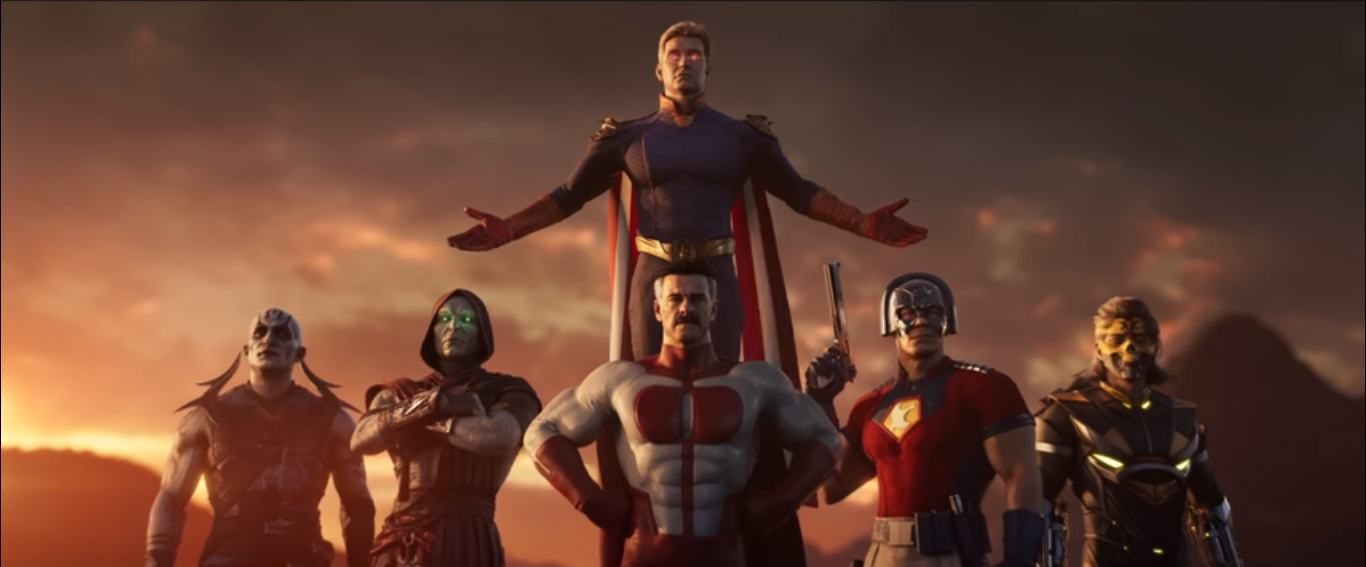
Az első Kombat Pack karakterei

Egy Jean-Claude Van Damme arculatán alapuló Johnny Cage skin prémium letölthető tartalomként érhető el. A fejlesztők korábban már próbálták rávenni Van Damme-ot, hogy alakítsa Cage-et az eredeti Mortal Kombat játékban. Az első Kombat Pack-ot a 2023-as San Diego Comic-Con során jelentették be. A csomag három visszatérő karaktert tartalmaz a Mortal Kombat X játékból: Ermac, Quan Chi és Takeda, valamint három vendégkaraktert: Omni-Man-t az Legyőzhetetlen sorozatból, Peacemaker-t a DC Comics-tól, és Hazafit a A fiúk sorozatból. A 2024-es San Diego Comic-Con egyik panelbeszélgetésén bejelentették a Khaos Reigns nevű DLC történetbővítményt, amely egy harcoscsomagot is tartalmaz, benne hat új játszható karakterrel. Noob Saibot, valamint Sektor és Cyrax női változatai 2024. szeptember 24-én jelentek meg a Khaos Reigns kiegészítővel együtt. Ugyanezen a bemutatón bejelentették három vendégkarakter érkezését is: Ghostface-t a Sikoly filmsorozatból, Conan, a barbárt az 1982-es film alapján, valamint a T-1000-est a Terminátor 2: Az ítélet napja című filmből. Ők későbbi időpontokban váltak elérhetővé.

## Fogadtatás
| Összegzőoldal | Értékelés |
| ------------- | --------- |
| Metacritic    | 83/100    |

| Szerző         | Értékelés |
| -------------- | --------- |
| Destructoid    | 8/10      |
| Eurogamer      | 3/5       |
| Game Informer  | 9/10      |
| GameSpot       | 8/10      |
| GamesRadar+    | 5/5       |
| Hardcore Gamer | 3,5/5     |
| IGN            | 8/10      |
| Jeuxvideo.com  | 16/20     |
| Nintendo Life  | 4/10      |
| PC Gamer (US)  | 70/100    |
| PCGamesN       | 8/10      |
| PCMag          | 4,5/5     |
| Push Square    | 7/10      |
| Shacknews      | 9/10      |
| TouchArcade    | 3,5/5     |
| VG247          | 4/5       |
| VideoGamer.com | 9/10      |

A Mortal Kombat 1 a Metacritic értékelésgyűjtő oldal szerint „általában kedvező” kritikákat kapott.
A kritikusok 87%-a ajánlotta a játékot a OpenCritic értékelésgyűjtő oldalon.

## Díjak, elismerések
| Év   | Díj                             | Kategória                                                       | Eredmények |
| ---- | ------------------------------- | --------------------------------------------------------------- | ---------- |
| 2023 | The Game Awards                 | Legjobb verekedős játék                                         | Jelölve    |
| 2023 | The Game Awards                 | Innováció az akadálymentesítésben                               | Jelölve    |
| 2023 | Golden Joystick Awards          | Legjobb multiplayer játék                                       | Elnyerte   |
| 2023 | Golden Joystick Awards          | Legjobb játéktrailer (It's In Our Blood)                        | Jelölve    |
| 2023 | Equinox Awards                  | Legjobb multiplayer játék                                       | Jelölve    |
| 2023 | Equinox Awards                  | Legjobb alakítás (portugál) (Marcelo Salsicha mint Johnny Cage) | Jelölve    |
| 2024 | Game Audio Network Guild Awards | Az év hangzása                                                  | Jelölve    |
| 2024 | Game Audio Network Guild Awards | Legjobb hangkeverés                                             | Jelölve    |
| 2024 | Game Audio Network Guild Awards | Legjobb filmes & átvezető hangzás                               | Jelölve    |
| 2024 | Game Audio Network Guild Awards | Legjobb főzene                                                  | Jelölve    |
| 2024 | Game Audio Network Guild Awards | Legjobb eredeti album                                           | Jelölve    |
| 2024 | Game Audio Network Guild Awards | Az év zenéje                                                    | Jelölve    |
| 2024 | Game Audio Network Guild Awards | Az év hangdizájnja                                              | Jelölve    |
| 2024 | D.I.C.E. Awards                 | Az év verekedős játéka                                          | Jelölve    |
| 2024 | D.I.C.E. Awards                 | Kiemelkedő animáció                                             | Jelölve    |
| 2024 | Visual Effects Society Awards   | Kiemelkedő vizuális effektusok valós idejű projektben           | Jelölve    |
| 2024 | Golden Trailer Awards           | Legjobb videójáték trailer (Answer the Call)                    | Jelölve    |
| 2024 | NAVGTR Awards                   | Legjobb verekedős játék                                         | Jelölve    |
| 2024 | Can I Play That Awards          | Akadálytörő díj                                                 | Elnyerte   |
| 2024 | Can I Play That Awards          | Képességpont gyémánt díj                                        | Elnyerte   |
| 2025 | D.I.C.E. Awards                 | Az év verekedős játéka (Khaos Reigns)                           | Jelölve    |

## Fordítás
Ez a szócikk részben vagy egészben  a   Mortal Kombat 1 című angol Wikipédia-szócikk ezen változatának fordításán alapul.  Az eredeti cikk szerkesztőit annak laptörténete sorolja fel. Ez a jelzés csupán a megfogalmazás eredetét és a szerzői jogokat jelzi, nem szolgál a cikkben szereplő információk forrásmegjelöléseként.